# Maria de Belém Roseira
Maria de Belém Roseira, född 28 juli 1949 i Porto, är en portugisisk  politiker (Socialistpartiet).
Hon var tidigare vårdminister från 1995 fram till 1999 och jämställdhetsminister från 1999 fram till 2000.
Maria de Belém är utbildad  jurist från Coimbras universitet och har varit ledamot av Assembleia da República för  Socialistpartiet sedan 1999.
I presidentvalet 2016 ställde hon upp som oberoende kandidat för vänstern, med stöd av Manuel Alegre, Jorge Coelho, José Vera Jardim och Alberto Martins.